# شونباخ (راینلاند-فالتس)
شونباخ (به آلمانی: Schönbach) یک شهر در آلمان است که در فولکانایفل واقع شده‌است.